# K. G. Ramanathan

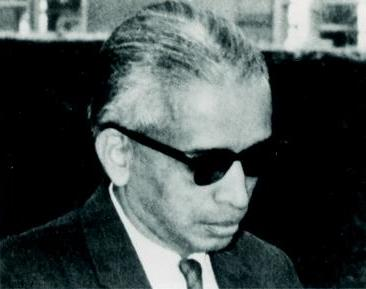
K. G. Ramanathan

Kollagunta Gopalaiyer Ramanathan (Telugu కొల్లగుంట గోపాల అయ్యర్ రామనాథన్; * 10. November 1920 in Hyderabad (Indien); † 10. Mai 1992 in Bombay) war ein indischer Mathematiker, der sich mit Zahlentheorie befasste.

## Leben
Ramanathan studierte Mathematik an der Osmania University in Hyderabad mit dem Bachelor-Abschluss und an der University of Madras mit dem Master-Abschluss. Seine ersten Arbeiten in Zahlentheorie erschienen in den 1940er Jahren. Er ging 1948 in die USA ans Institute for Advanced Study (am IAS) und wurde 1951 bei Emil Artin in Princeton promoviert (The theory of units of quadratic and hermitian forms). Am IAS war er der Assistent von Hermann Weyl und wurde insbesondere durch Carl Ludwig Siegel beeinflusst. 1951 war er wieder in Indien und ging ans Tata Institute of Fundamental Research, wo er Professor wurde und mit K. Chandrasekharan eine Zahlentheorie-Gruppe aufbaute. 1985 ging er in den Ruhestand.
Einige seiner ersten Arbeiten in den 1940er Jahren befassten sich mit Ergebnissen von S. Ramanujan und später studierte er dessen unveröffentlichte Arbeiten (Notizbücher), was sich in mehreren Veröffentlichungen von Ramanathan niederschlug.
Seit 1965 war Ramanathan ein gewähltes Mitglied der Indian National Science Academy und der Indian Academy of Sciences. Er erhielt den Shanti Swarup Bhatnagar Prize (1965), die Homi Bhabha medal und den Padma Bhushan (1983). Er war Präsident der Indian Mathematical Society und mehr als zehn Jahre Herausgeber von dessen Journal of the Indian Mathematical Society. Außerdem war er im Herausgebergremium von Acta Arithmetica.
Zu seinen Doktoranden zählt C. P. Ramanujam.